# Metaphycus agarwali
Metaphycus agarwali är en stekelart som beskrevs av Hayat och Subba Rao 1981. Metaphycus agarwali ingår i släktet Metaphycus och familjen sköldlussteklar. Inga underarter finns listade i Catalogue of Life.